# موش دودی آفریقایی
موش دودی آفریقایی (نام علمی: Heimyscus fumosus) نام یک گونه از زیرخانواده نیاموشان است.